# کیریل کرو
کیریل کَرو (روسی: Кири́лл Вале́рьевич Кя́ро؛ زادهٔ ۲۴ فوریهٔ ۱۹۷۵) بازیگر استونیایی‌تبار اهل روسیه است. وی از سال ۲۰۰۲ میلادی تاکنون مشغول فعالیت بوده‌است.
از فیلم‌ها یا برنامه‌های تلویزیونی که وی در آن نقش داشته‌است، می‌توان به اسنیفر، شمشیرباز، بهتر از ما اشاره کرد.